# François-Henri Salomon de Virelade
François-Henri Salomon, dit François-Henri Salomon de Virelade (4 octobre 1620 à Bordeaux - 2 mars 1670 à Bordeaux), est un avocat français.

## Biographie
Fils d'un conseiller au parlement de Bordeaux, il est reçu avocat au Grand Conseil en 1638. Après y avoir exercé pendant une dizaine d'années, il ne peut plus subvenir à ses besoins et doit retourner dans sa province. Il devient lieutenant général du sénéchal de Guyenne et épouse la fille d'un président à mortier du parlement de Bordeaux, dont il reprend ensuite la charge.
Il publie en 1640 un Discours d’État à M. Grotius qui lui vaut d'être élu en 1644 à l'Académie française, contre Pierre Corneille ; selon Tallemant des Réaux, ce discours aurait été « emprunté » à Guez de Balzac. François-Henri Salomon est également l'auteur d'une paraphrase des psaumes et d'un opuscule de droit en latin, De Judiciis et poenis, paru en 1665.